# Harumafuji Kōhei
Harumafuji Kōhei (日馬富士 公平), ou Ama Kōhei (安馬 公平), né Davaanyamyn Byambadorj (mongol : Даваанямын Бямбадорж) le 14 avril 1984 à Oulan-Bator, en Mongolie, est un lutteur de sumo mongol et 70e yokozuna. Il mesure 1,85 m et pèse 133 kg.

## Carrière
Harumafuji commence sa carrière en 2001 dans l'écurie de l'ancien yokozuna Asahifuji et atteint la division makuuchi en octobre 2004. Il devient pour la première fois komusubi et sekiwake respectivement en février et avril 2007, grades qu'il alterne jusqu'à accéder à celui d’ōzeki en décembre 2008.
Harumafuji obtient son premier yūshō en makuuchi en mai 2009 en remportant le Natsu basho. Il remporte à deux reprises le Nagoya basho en juillet 2011 et 2012, puis l’Aki basho à Tokyo en septembre 2012.
Il est promu 70e yokozuna le 26 septembre 2012 (il est le 3e consécutif mongol et le 5e non Japonais à atteindre ce grade) après avoir remporté deux tournois consécutivement (et sans une défaite).
Il remporte le Hatsu basho (15-0) à Tokyo en janvier 2013 et le Kyūshū basho (14-1) à Fukuoka en novembre 2013. Il obtient son 7e titre à l'occasion du tournoi de Kyushu en novembre 2015 avec un score de 13-2, puis son 8e à l'occasion du Nagoya basho de juillet 2016 sur le même score.
Le 14 novembre 2017, Harumafuji se retire du tournoi de Fukuoka, après qu'il a été révélé que, le 25 octobre, il aurait frappé dans un bar avec une bouteille de bière puis avec les poings un autre lutteur, Takanoiwa (en), lui causant une blessure à la tête qui nécessiterait deux semaines pour être soignée,. Il annonce le 29 novembre qu'il met fin à sa carrière (intai), après avoir avoué avoir frappé Takanoiwa des poings et avec une télécommande de karaoké, mais avoir démenti lui avoir fracassé une bouteille de bière sur la tête. Il est inculpé par le parquet de Tottori, où se sont déroulés les faits, par voie sommaire, ce qui signifie qu'il devra probablement s'acquitter d'une amende, sans faire face à un procès.
Parmi les sanshō, il a remporté le ginō-shō à cinq reprises, le shukun-shō à quatre reprises, et le kantō-shō à une reprise.

## Résultats par basho

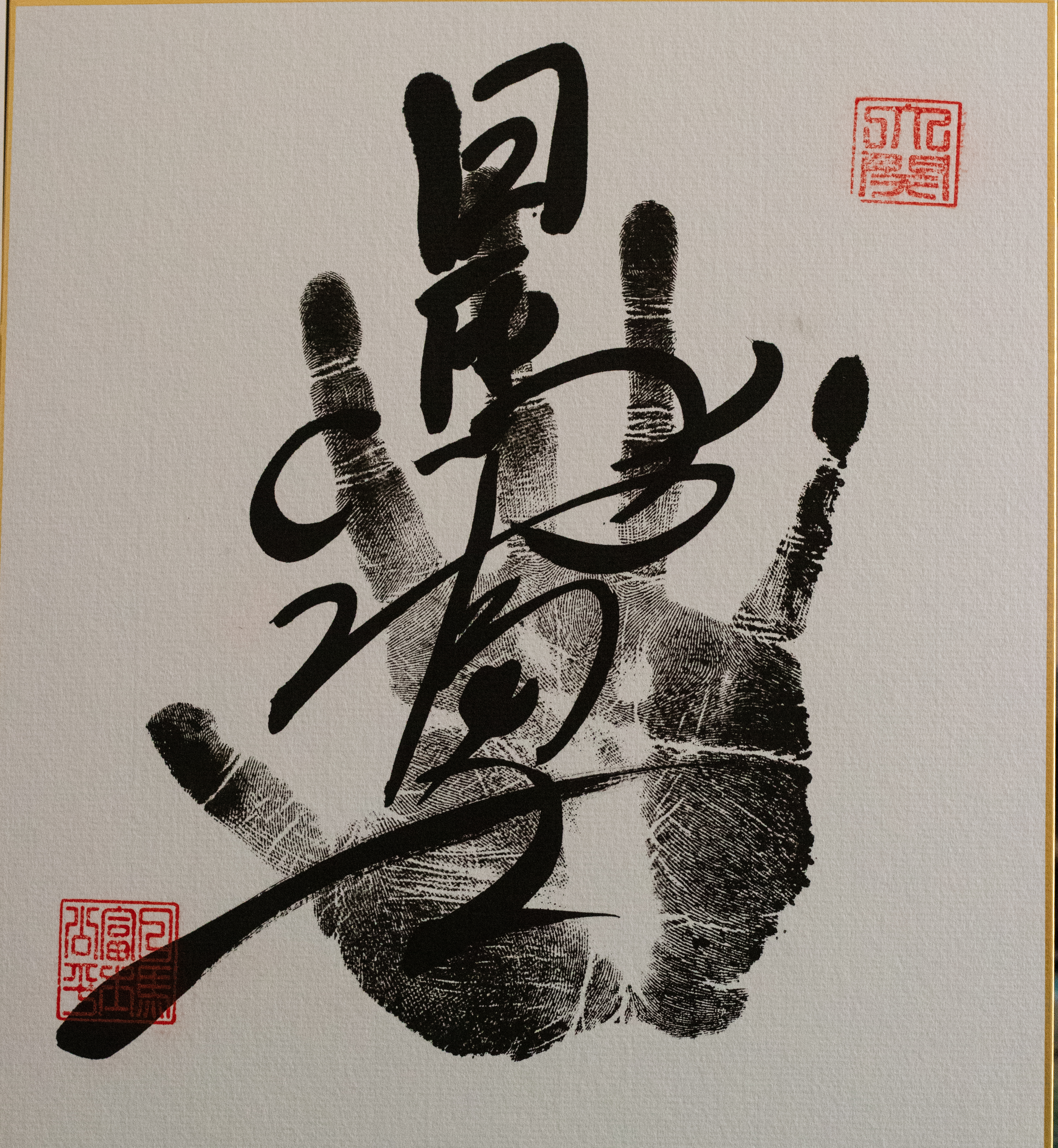
Tegata originale Ozeki Harumafuji

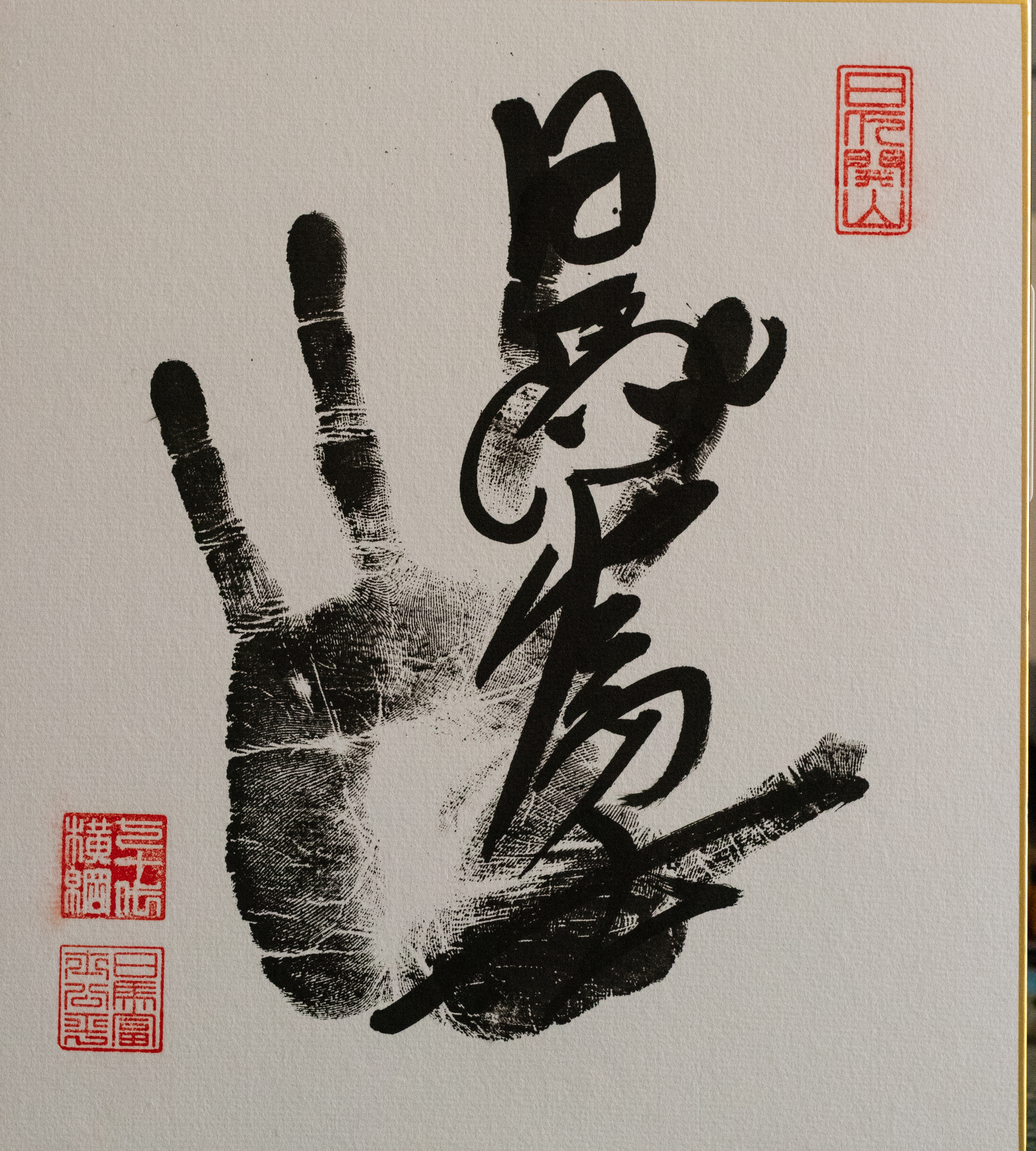
Tegata originale Yokozuna Harumafuji

| Année | Janvier Hatsu basho, Tokyo    | Mars Haru basho, Osaka                | Mai Natsu basho, Tokyo       | Juillet Nagoya basho, Nagoya  | Septembre Aki basho, Tokyo      | Novembre Kyūshū basho, Fukuoka         |
| --- | ----------------------------- | ------------------------------------- | ---------------------------- | ----------------------------- | ------------------------------- | -------------------------------------- |
| 2001 | (Maezumo)                     | Jonokuchi de l’Ouest #29 7–0–CHAMPION | Jonidan de l’Est #22 5–2     | Sandanme de l’Ouest #88 5–2   | Sandanme de l’Est #53 4–3       | Sandanme de l’Est #42 4–3              |
| 2002 | Sandanme de l’Ouest #28 4–3   | Sandanme de l’Ouest #14 7–0–CHAMPION  | Makushita de l’Ouest #15 2–5 | Makushita de l’Ouest #27 2–5  | Makushita de l’Est #46 5–2      | Makushita de l’Ouest #26 2–5           |
| 2003 | Makushita de l’Est #46 4–3    | Makushita de l’Est #38 5–2            | Makushita de l’Est #23 5–2   | Makushita de l’Est #11 5–2    | Makushita de l’Est #7 6–1       | Makushita de l’Est #1 3–4              |
| 2004 | Makushita de l’Ouest #2 4–3   | Jūryō de l’Ouest #12 10–5             | Jūryō de l’Est #7 6–9        | Jūryō de l’Est #9 9–6         | Jūryō de l’Est #4 11–4–CHAMPION | Maegashira de l’Ouest #14 8–7          |
| 2005 | Maegashira de l’Est #13 8–6–1 | Maegashira de l’Ouest #11 9–6 T       | Maegashira de l’Est #9 8–7   | Maegashira de l’Est #8 6–9    | Maegashira de l’Est #11 9–6     | Maegashira de l’Ouest #5 7–8           |
| 2006 | Maegashira de l’Est #6 9–6 ★  | Maegashira de l’Est #2 8–7 T          | Komusubi de l’Ouest #1 4–11  | Maegashira de l’Est #4 6–9    | Maegashira de l’Est #6 11–4 C   | Maegashira de l’Est #1 6–9             |
| 2007 | Maegashira de l’Est #4 10–5   | Komusubi de l’Est #1 8–7              | Sekiwake de l’Ouest #1 8–7   | Sekiwake de l’Ouest #1 7–8    | Komusubi de l’Ouest #1 10–5 P   | Komusubi de l’Est #1 10–5 P            |
| 2008 | Sekiwake de l’Ouest #1 9–6 P  | Sekiwake de l’Est #1 8–7              | Sekiwake de l’Est #1 9–6 T   | Sekiwake de l’Est #1 10–5 T   | Sekiwake de l’Est #1 12–3 P     | Sekiwake de l’Est #1 12–3–P T          |
| 2009 | Ōzeki de l’Est #3 8–7         | Ōzeki de l’Ouest #2 10–5              | Ōzeki de l’Ouest #1 14–1     | Ōzeki de l’Est #1 9–6         | Ōzeki de l’Est #2 9–6           | Ōzeki de l’Est #2 9–6                  |
| 2010 | Ōzeki de l’Ouest #1 10–5      | Ōzeki de l’Est #1 10–5                | Ōzeki de l’Est #1 9–6        | Ōzeki de l’Ouest #1 10–5      | Ōzeki de l’Est #1 8–7           | Ōzeki de l’Est #2 0–4–11               |
| 2011 | Ōzeki de l’Ouest #2 8–7       | # Tournoi annulé 0–0–0                | Ōzeki de l’Ouest #2 10–5     | Ōzeki de l’Ouest #1 14–1      | Ōzeki de l’Est #1 8–7           | Ōzeki de l’Ouest #1 8–7                |
| 2012 | Ōzeki de l’Ouest #2 11–4      | Ōzeki de l’Ouest #1 11–4              | Ōzeki de l’Est #1 8–7        | Ōzeki de l’Ouest #2 15–0      | Ōzeki de l’Est #1 15–0          | Yokozuna de l’Ouest #1 9–6             |
| 2013 | Yokozuna de l’Ouest #1 15–0   | Yokozuna de l’Est #1 9–6              | Yokozuna de l’Ouest #1 11–4  | Yokozuna de l’Ouest #1 10–5   | Yokozuna de l’Ouest #1 10–5     | Yokozuna de l’Ouest #1 14–1            |
| 2014 | # Blessure 0–0–15             | Yokozuna de l’Ouest #1 12–3           | Yokozuna de l’Ouest #1 11–4  | Yokozuna de l’Ouest #1 10–5   | Yokozuna de l’Est #2 3–2–10     | Yokozuna de l’Est #2 11–4              |
| 2015 | Yokozuna de l’Est #2 11–4     | Yokozuna de l’Ouest #1 10–5           | Yokozuna de l’Ouest #1 11–4  | Yokozuna de l’Ouest #1 1–1–13 | # Blessure 0–0–15               | Yokozuna de l’Est #2 13–2              |
| 2016 | Yokozuna de l’Est #1 12–3     | Yokozuna de l’Est #1 9–6              | Yokozuna de l’Est #2 10–5    | Yokozuna de l’Est #2 13–2     | Yokozuna de l’Est #1 12–3       | Yokozuna de l’Est #1 11–4              |
| 2017 | Yokozuna de l’Ouest #1 4–3–8  | Yokozuna de l’Est #2 10–5             | Yokozuna de l’Est #2 11–4    | Yokozuna de l’Ouest #1 11–4   | Yokozuna de l’Ouest #1 11–4     | Yokozuna de l’Ouest #1 Retraite 0–3–12 |
| Résultats sous la forme victoires – défaites – absences Champion du tournoi Vice-champion du tournoi Retraite Divisions inférieures Non-participation Sanshō : C = Combativité ; P = Performance exceptionnelle ; T = Technique Aussi représentés : ★ = Kinboshi ; P = Playoff(s) Divisions : Makuuchi — Jūryō — Makushita — Sandanme — Jonidan — Jonokuchi Rangs Makuuchi : Yokozuna — Ōzeki — Sekiwake — Komusubi — Maegashira |                               |                                       |                              |                               |                                 |                                        |